# Mancomunidad de Montejurra
La Mancomunidad de Montejurra (Jurramendiko Mankomunitatea en euskera) es el ente supramunicipal que agrupa a la mayor parte de los municipios de  la comarca (zona según Zonificación Navarra 2000) de  Tierra Estella, Navarra (España), para prestarles una serie de servicios urbanos.

## Servicios que presta

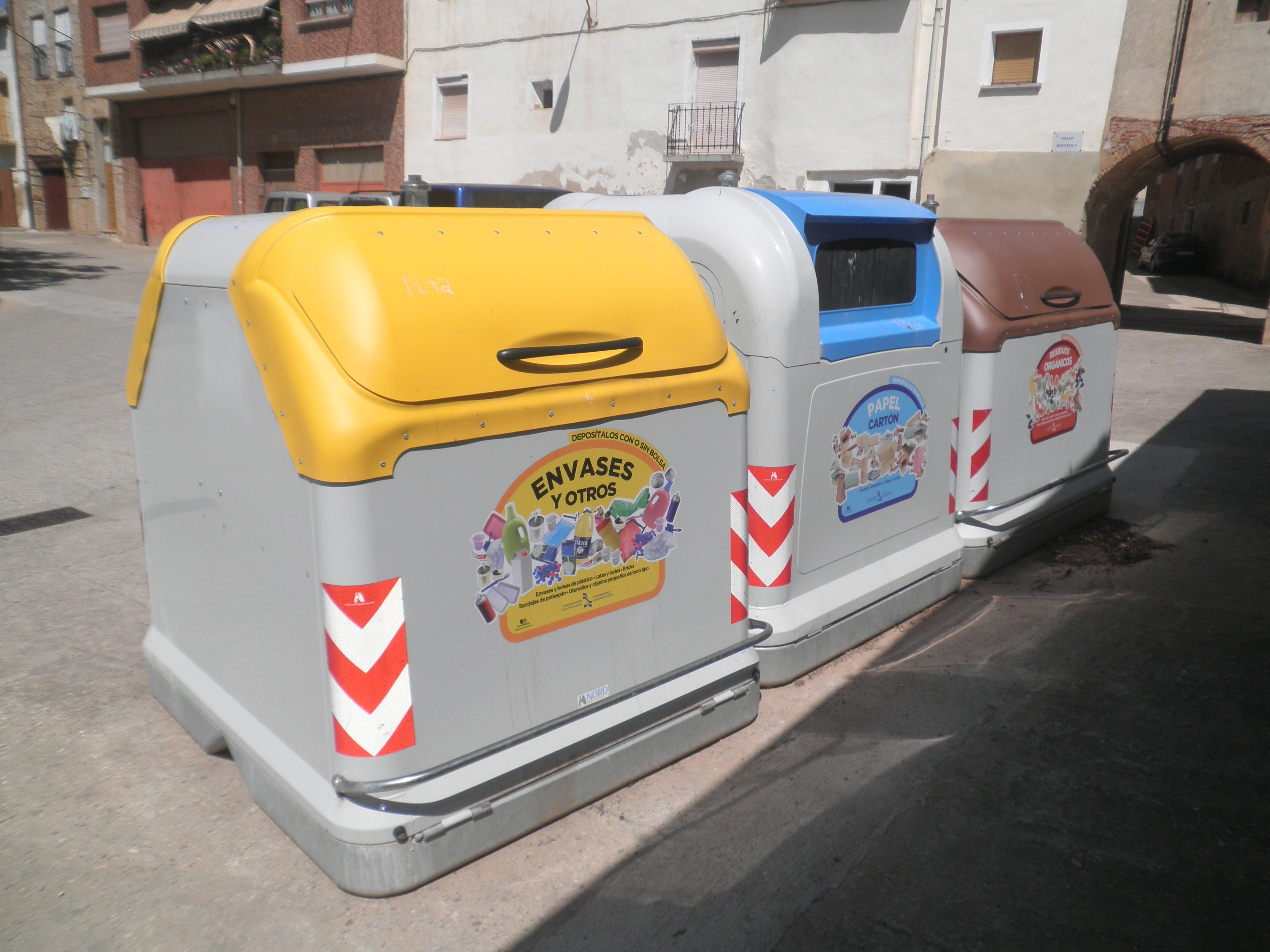
Contenedores de la recogida automatizada de residuos en Los Arcos

Su competencia principal abarca la gestión y tratamiento del agua y de los residuos sólidos Urbanos, entendiendo estos procesos de manera integral y completa. Pero también desarrolla actuaciones en otros campos de interés social como:
- el desarrollo económico y social, realizado por el Centro de Desarrollo Rural de Tierra Estella (TEDER).

- el fomento del desarrollo turístico, realizado por el Consorcio Turístico de Tierra Estella (CTTE).

- la información y tramitación de ayudas a la rehabilitación de viviendas, y la información sobre el planeamiento urbanístico, realizado por la Oficina de Rehabilitación de Viviendas y Edificios de Tierra Estella (ORVE).

## Zona de actuación
La mancomunidad agrupa a la mayoría de los municipios de Tierra Estella, aunque no todos. Además, tampoco todos participan de todos los servicios ofrecidos por la entidad.
Los municipios y otras localidades que participan del Servicio de Aguas y Residuos Urbanos son los siguientes: Abáigar, Abárzuza, Aberin, Acedo, Allo, Alloz, Andosilla, Arandigoyen, Arbeiza, Arellano, Arizala, Arizaleta, Armañanzas, Arróniz, Artavia, Arteaga, Asarta, Ayegui, Azcona, Ázqueta, Azuelo, Barbarin, Bargota, Bearin, Cárcar, Casetas de Ciriza, Desojo, Dicastillo, El Busto, Eraul, Espronceda, Estella, Etayo, Eulz, Ganuza, Grocin, Igúzquiza, Labeaga, Lácar, Larrión, Lazagurría, Legaria, Lerín, Lezaun, Lodosa, Lorca, Los Arcos, Luquin, Mendavia, Mendaza, Mendilibarri, Metauten, Mirafuentes, Morentin, Mues, Murieta, Murillo de Yerri, Nazar, Oco, Olejua, Ollobarren, Ollogoyen, Oteiza, Otiñano, Piedramillera, Sansol, Sesma, Sorlada, Torralba del Río, Torres del Río, Ubago, Úgar, Urbiola, Viana, Villamayor de Monjardín, Villanueva de Yerri, Villatuerta, Zábal, Zubielqui, Zufía y Zurucuáin.
Los municipios y otras localidades que participan solamente del Servicio de Residuos Urbanos son los siguientes: Aguilar de Codés, Amillano, Ancín, Aramendía, Aranarache, Aras, Arguiñano, Artaza, Arzoz, Baquedano, Baríndano, Ecala, Echávarri, Esténoz, Eulate, Galbarra, Galdeano, Garísoain, Gastiáin, Gollano, Guembe, Ibiricu, Iruñela, Irurre, Iturgoyen, Izurzu, Larraona, Lerate, Muez, Muneta, Muniáin de Guesálaz, Murugarren, Muzqui, Riezu, Salinas de Oro, San Martín de Améscoa, Sartaguda, Ulibarri, Vidaurre, Viguria, Viloria, Zudaire y Zúñiga.

## Gestión de los residuos urbanos, centro de tratamiento de Cárcar
La Mancomunidad de Montejurra viene gestionando el Servicio de Recogida y Tratamiento Posterior de Residuos Sólidos Urbanos desde el año 1990, cuando se implantó la recogida selectiva. En esta mancomunidad la basura se separa en los domicilios en 4 fracciones: papel y cartón, vidrio, fracción orgánica o húmeda, y fracción seca o de inertes. La Mancomunidad participa en el Consorcio de Residuos Urbanos de Navarra.
La Planta de Compostaje y Reciclaje de Cárcar se construyó entre los años 1990 y 1993. En este centro se tratan, mediante procesos de reciclaje y compostaje, la mayor parte de los residuos urbanos que se originan en Tierra Estella, y algunos de origen industrial principalmente procedentes de la industria de transformación agroalimentaria. Desde 2015, la planta también tratará la materia orgánica recogida de manera selectiva en el ámbito de actuación del Consorcio de Residuos.
Actualmente en el centro de Cárcar se da un tratamiento integral de recuperación y reciclaje a los residuos, contando para ello con las siguientes instalaciones:
- Una planta de recuperación de materiales de envases plásticos, de residuos de papel y cartón, vidrio y metales. En esta planta se incluye una línea de reciclaje de plástico film.

- Una planta de compostaje para la materia orgánica.

- Una línea de selección de productos recuperables y de embalado de residuos de origen industrial.

- Un vertedero de rechazos para los residuos industriales que se presentan sin selección previa, o los rechazos de los procesos de reciclaje y compostaje.[4]

## Gestión integral del agua
Como entidad gestora del ciclo integral del agua, la actividad de la mancomunidad abarca los procesos de: captación de agua para abastecimiento, tratamiento de potabilización, distribución en alta, distribución en baja, saneamiento, depuración de aguas residuales y vertido a cauce público.
Las principales captaciones de agua de las que dispone la mancomunidad son:
- Manantial de Itxako, situado en la falda sur de Urbasa.

- Pozo de Ancín, situado en la población de Ancín al lado del río Ega.

- Pozo de Mendaza, situado entre Mendaza y Acedo.

El agua captada de estas instalaciones se almacena en depósitos reguladores que garantizan un suministro regular durante un periodo mínimo de 24 horas. De ellos parte la red de distribución en alta que se comunica con el resto de depósitos reguladores de cada población. De los depósitos de cada población parte la red en baja para el consumo individual. La Mancomunidad de Montejurra es la organización encargada del mantenimiento de ambos tipos de redes.
Tras el uso del agua en los domicilios empieza la red de saneamiento, que también depende de la mancomunidad. De este modo, la Mancomunidad de Montejurra tiene estaciones depuradoras de aguas residuales, que someten a las aguas residuales a diferentes tratamientos, desde un simple tratamiento biológico hasta tratamientos avanzados. Estas depuradoras se ubican en: Allo-Dicastillo, Arróniz, Estella, Lerín, Sesma, Los Arcos, Mendavia, Lodosa-Sartaguda y Viana.